# Wijken en buurten in Urk
De Nederlandse gemeente Urk is voor statistische doeleinden onderverdeeld in wijken en buurten. De gemeente is verdeeld in de volgende statistische wijken:
- Wijk 00 Urk (CBS-wijkcode:018400)

Een statistische wijk kan bestaan uit meerdere buurten. Onderstaande tabel geeft de buurtindeling met kentallen volgens het Centraal Bureau voor de Statistiek (2008):
| CBS-buurtcode | Buurtnaam                  | Inwonertal | Opp. totaal (ha) | Opp. land (ha) | Ligging                |
| ------------- | -------------------------- | ---------- | ---------------- | -------------- | ---------------------- |
| BU01840000    | Urk-Kom                    | 1990       | 23               | 23             | Locatie in de gemeente |
| BU01840002    | Toppad                     | 0          | 33               | 30             | Locatie in de gemeente |
| BU01840003    | Urk-Noord                  | 1010       | 34               | 33             | Locatie in de gemeente |
| BU01840004    | Havens en industrieterrein | 350        | 130              | 121            | Locatie in de gemeente |
| BU01840006    | De Reede                   | 1760       | 28               | 28             | Locatie in de gemeente |
| BU01840007    | Urkerhard                  | 4890       | 66               | 65             | Locatie in de gemeente |
| BU01840008    | De Top                     | 4660       | 73               | 72             | Locatie in de gemeente |
| BU01840009    | Buitengebied               | 60         | 347              | 347            | Locatie in de gemeente |
| BU01840010    | De Staart                  | 3000       | 81               | 78             | Locatie in de gemeente |
| BU01840011    | Urkerland                  | 70         | 220              | 216            | Locatie in de gemeente |
| BU01840015    | Industrieterrein II        | 30         | 142              | 139            | Locatie in de gemeente |